# Sidney Lee
Sir Sidney Lazarus Lee (* 5. Dezember 1859 in London; † 3. März 1926 ebenda) war britischer Biograph und Literaturhistoriker.

## Leben
Er war auch Herausgeber des Dictionary of National Biography und veröffentlichte u. a. Stratford-on-Avon (neue Aufl. 1890) und Shakespeare.
1913 bis 1924 war er Professor für englische Sprache und Literatur an der Universität von London. 1910 wurde er in die British Academy und 1914 in die American Academy of Arts and Sciences gewählt.

## Schriften
- A life of William Shakespeare. Smith, Elder & Co., London 1898 (Digitalisat; deutsch: William Shakespeare. Sein Leben und seine Werke. Durchgesehen und eingeleitet von Richard Wülker. Wigand, Leipzig 1901, urn:nbn:de:bsz:15-0011-155813).
- Queen Victoria. A Biography. Smith, Elder & Co., London 1902, (Digitalisat).
- Great Englishmen of the Sixteenth Century. Archibald Constable and Company, London 1904, (Digitalisat).
- Shakespeare and the Modern Stage. With other Essays. John Murray, London 1906, (Digitalisat).
- King Edward VII. A Biography. 2 Bände. Macmillan and Co., London 1925–1927;
  - Band 1: From Birth to Accession. 9th November 1841 to 22nd January 1901. 1925, (Digitalisat);
  - Band 2: The Reign. 22nd January 1901 to 6th May 1910. 1927, (Digitalisat).